# 34857 Sutaria
34857 Sutaria è un asteroide della fascia principale. Scoperto nel 2001, presenta un'orbita caratterizzata da un semiasse maggiore pari a 2,4364672 au e da un'eccentricità di 0,1373507, inclinata di 9,24155° rispetto all'eclittica.